# Schizomavella perspicua
Schizomavella perspicua is een mosdiertjessoort uit de familie van de Bitectiporidae. De wetenschappelijke naam van de soort is voor het eerst geldig gepubliceerd in 1982 door Gontar.